# 法比安·坎切拉拉

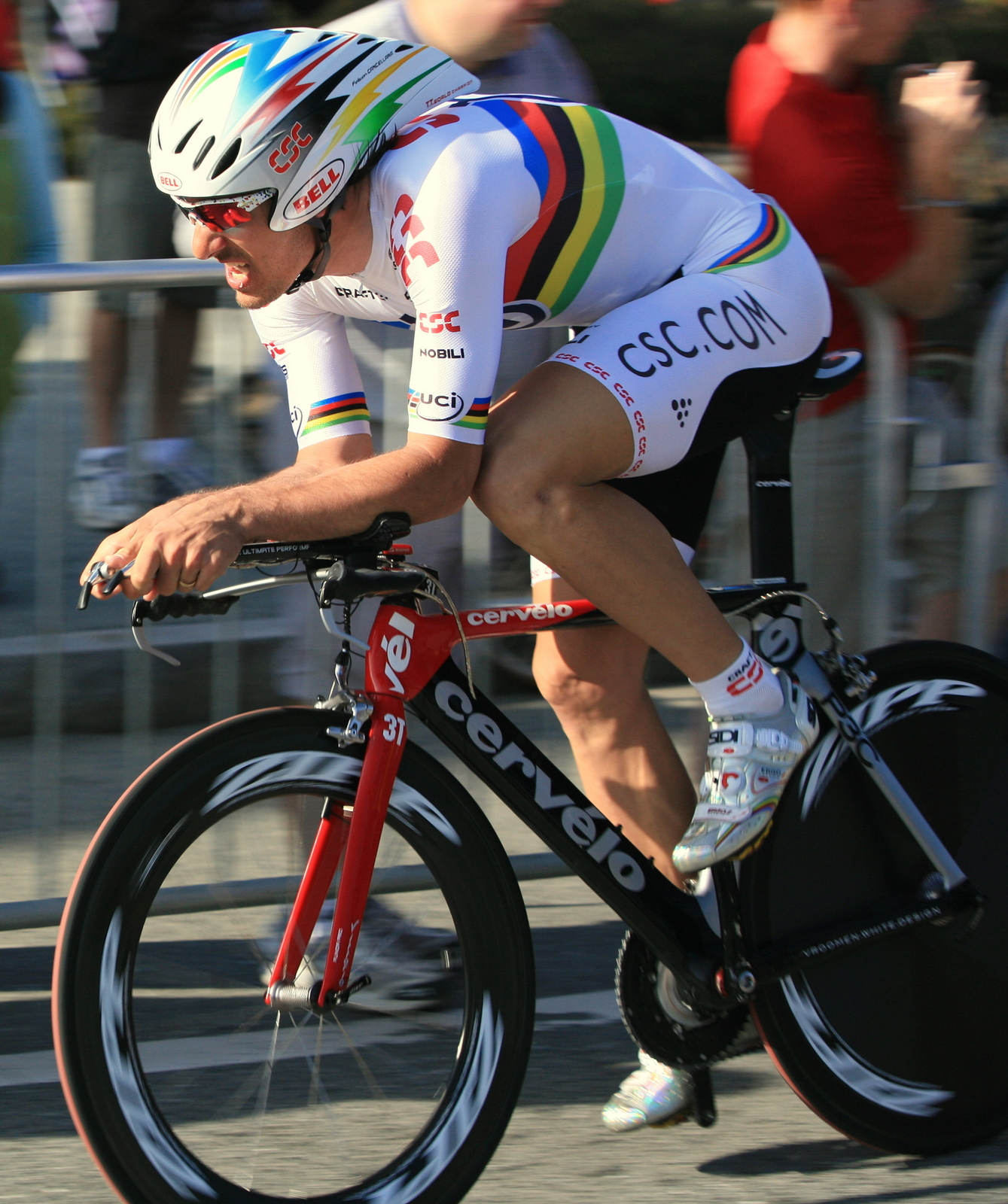
法比安·坎切拉拉

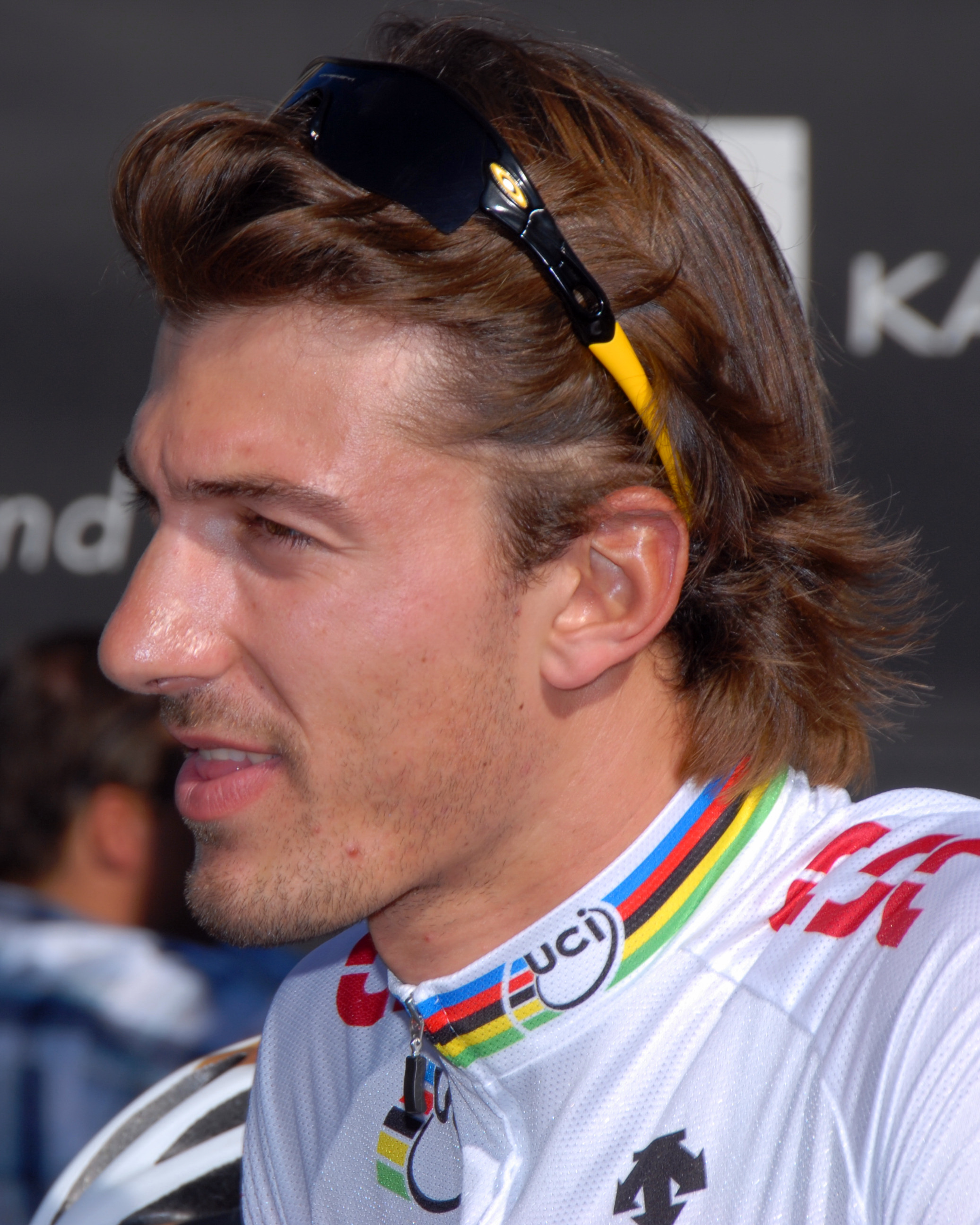
法比安·坎切拉拉

法比安·坎切拉拉（Fabian Cancellara，1981年3月18日—），瑞士男子自行车运动员，前效力于美国崔克車隊，在2016年10月22日退休。擅長個人計時賽（ITT），生涯期間曾拿下十次瑞士國家計時賽冠軍、四次個人計時賽世界冠軍和兩次奧運計時賽冠軍。